# Cyathea austroamericana
Cyathea austroamericana är en ormbunkeart som beskrevs av Karel Domin. Cyathea austroamericana ingår i släktet Cyathea och familjen Cyatheaceae. Inga underarter finns listade.